# Bionicle: Maska światła
Bionicle: Maska światła – film animowany, którego bohaterowie wzorowani są na linii zabawek Bionicle firmy Lego. Jest to pierwsza opowieść z serii Biological Chronicle, w której mieszkańcy fantastycznego świata walczą o jego ocalenie.

## Fabuła
Film opowiada o wyprawie dwóch Matoran – Takuy i Jallera, którzy szukają legendarnego Toa światła. W poszukiwaniach przeszkadza im władca cieni Makuta i jego synowie – Rahkshi: Turahk (Strach), Lerahk (Trucizna), Kurahk (Wrogość), Panrahk (Zniszczenie przeszkód), Vorahk (Zabieranie Energii) i Guurahk (Dezintegracja). Pod koniec filmu Jaller ginie, a Takua zakłada maskę światła i zmienia się w Takanuvę. Takanuva wyrusza do Mangaii – siedziby Makuty, gdzie ten proponuje mu mecz Kohlii na prostych zasadach – jeśli wygra Takanuva, Makuta pozwoli mu próbować obudzić Mata Nui, lecz jeśli wygra Makuta, Takanuva będzie mu musiał oddać swoją maskę. Ostatecznie obaj wpadają do jeziora Energicznego Protodermis i zmieniają się w jedną istotę – Takutanuvę który ożywia Jallera i otwiera bramę, za którą spoczywa, uśpiony przez Makutę, Mata Nui. Jednak ożywienie Jallera osłabia Takutanuvę, który zostaje zmiażdżony przez bramę. Zostaje on jednak ożywiony przy użyciu Maski Światła, która przetrwała śmierć Takutanuvy.

## Bohaterowie
Bohaterami pierwszego filmu są Toa Nuva,Toa światła Turaga i Matoranie.
Toa i Toa Nuva
- Toa Tahu Nuva – Ogień
- Toa Pohatu Nuva – Kamień
- Toa Onua Nuva – Ziemia
- Toa Kopaka Nuva – Lód
- Toa Lewa Nuva – Powietrze
- Toa Gali Nuva – Woda
- Toa Takanuva – Światło

Turaga
- Turaga Vakama – Ogień
- Turaga Nokama – Woda
- Turaga Nuju – Lód
- Turaga Matau – Powietrze
- Turaga Whenua – Ziemia
- Turaga Onewa – Kamień

Matoranie
- Matoranin Takua – Ogień (tak naprawdę światło)
- Matoranin Jaller – Ogień
- Matoranka Hahli – Woda

## Wersja polska
Wystąpili:
- Tomasz Bednarek – Takua
- Krzysztof Szczerbiński – Jaller
- Jacek Rozenek – Toa Tahu
- Krzysztof Wakuliński – Turaga Vakama
- Sebastian Konrad – Makuta
- Elżbieta Kopocińska-Bednarek – Hahli
- Paweł Szczesny – Hewkii
- Marta Zygadło – Toa Gali
- Janusz Wituch – Toa Lewa
- Jan Kulczycki – Toa Onua
- Dariusz Odija – Toa Kopaka
- Piotr Zelt – Toa Pohatu
- Małgorzata Kaczmarska – Turaga Nokama
- Włodzimierz Press – Turaga Onewa
- Robert Czebotar – Spiker

W pozostałych rolach:
- Iwona Rulewicz
- Małgorzata Dewejko-Majewicz
- Dariusz Błażejewski
- Cezary Kwieciński
- Józef Mika
- Wojciech Machnicki

Wersja polska: Master Film

Reżyseria: Małgorzata Boratyńska

Tekst: Jan Wecsile

Reżyseria dźwięku: Renata Gontarz

Kierownictwo produkcji: Romuald Cieślak

Opieka artystyczna: Maciej Eyman

Produkcja polskiej wersji językowej: Disney Character Voices International